# Лига наций КОНКАКАФ 2022/2023 (Лига A)
Лига наций КОНКАКАФ 2022—2023 годов Лига A — первый дивизион Лиги наций КОНКАКАФ с участием мужских национальных сборных, которые пройдут в 2022 году с 2 июня 2022 по 27 сентября 2022, а финальный этап лиги пройдёт в марте 2023 года.

## Формат
Лига B состоит из двенадцати команд. Лига разделена на четыре группы по три команды. Команды соревнуются дома и на выезде по круговому формату. Четыре победителя групп выйдут в финальную часть Лиги наций КОНКАКАФ и в финальную часть Золотого кубка КОНКАКАФ 2023. Четыре команды, занявшие вторые места в каждой группе, будут квалифицированы в финальную часть Золотого кубка КОНКАКАФ 2023. Четыре команды, занявшие третьи места в каждой группе, будут квалифицированы в отборочные матчи Золотого кубка КОНКАКАФ 2023 и будут переведены в лигу C следующего сезона.

### Посев команд
Распределение команд в соответствии с текущим рейтингом КОНКАКАФ (2021 год).
| Команда    | Группа | Рейтинг КОНКАКАФ |
| ---------- | ------ | ---------------- |
| Мексика    |        | 1                |
| США        |        | 2                |
| Канада     |        | 3                |
| Коста-Рика |        | 4                |

| Команда   | Группа | Рейтинг КОНКАКАФ |
| --------- | ------ | ---------------- |
| Панама    |        | 5                |
| Ямайка    |        | 6                |
| Гондурас  |        | 8                |
| Сальвадор |        | 9                |

| Команда   | Группа | Рейтинг КОНКАКАФ |
| --------- | ------ | ---------------- |
| Кюрасао   |        | 11               |
| Мартиника |        | 13               |
| Суринам   |        | 14               |
| Гренада   |        | 25               |